# Money on My Mind
Money on My Mind è un singolo del cantautore britannico Sam Smith, pubblicato il 27 dicembre 2013 come secondo estratto dal primo album in studio In the Lonely Hour.
In Italia la canzone è uscita in anteprima radiofonica il 27 dicembre 2013, mentre nel Regno Unito è stata pubblicata nel febbraio 2014.

## Video musicale
Il video musicale, diretto da Jamie Thraves e ambientato a Las Vegas, è stato pubblicato su YouTube il 12 gennaio 2014.

## Tracce
CD single
1. Money on My Mind – 3:14
2. Money on My Mind (MK Remix) – 6:35

Download digitale (EP)
1. Money on My Mind – 3:14
2. Money on My Mind (MK Remix) – 6:35
3. Money on My Mind (Le Youth Remix) – 3:03
4. Money on My Mind (Salute Remix) – 3:42

## Classifiche
| Classifica (2014-15) | Posizione massima |
| -------------------- | ----------------- |
| Australia            | 51                |
| Austria              | 11                |
| Belgio (Fiandre)     | 18                |
| Danimarca            | 18                |
| Francia              | 31                |
| Germania             | 11                |
| Irlanda              | 4                 |
| Italia               | 57                |
| Lussemburgo          | 4                 |
| Nuova Zelanda        | 12                |
| Paesi Bassi          | 33                |
| Regno Unito          | 1                 |
| Spagna               | 33                |
| Svezia               | 18                |
| Svizzera             | 17                |